# Айтов, Максим Олегович
Максим Олегович Айтов (род. 9 июня 1989 год, Пермь, СССР) — российский пловец в ластах. Чемпион мира (2009), чемпион (2008) и призёр (2010) чемпионатов Европы в эстафете 4×3000 метров. Заслуженный мастер спорта.

## Биография
Начал заниматься плаванием в Ачинске, после окончания школы переехал в Красноярск. Воспитанник красноярской СДЮСШОР «Спутник», тренер Игорь Толстопятов.
Учился в Сибирском государственном аэрокосмическом университете. Работал моделью в одном из красноярских агентств.
В 2008 году Айтов был назван одним из лучших спортсменов Красноярска среди неолимпийских видах спорта.